# Brit Awards 1992
Les Brit Awards 1992 ont lieu le 12 février 1992 au Hammersmith Apollo à Londres. Il s'agit de la 12e cérémonie des Brit Awards, présentée par Simon Bates (en). Elle est enregistrée et diffusée à la télévision sur la chaîne BBC One.
La cérémonie est marquée par la prestation du groupe The KLF qui, accompagné par le groupe grindcore Extreme Noise Terror, interprète sa chanson 3 a.m. Eternal dans une version très agressive que le chanteur Bill Drummond conclut en tirant avec un pistolet mitrailleur une rafale de munition à blanc au-dessus du public, et tandis que le rideau tombe sur la scène, une voix annonce: « Mesdames et Messieurs, The KLF a maintenant quitté l'industrie musicale ».
The KLF voulait marquer davantage les esprits en lançant des seaux remplis de sang de mouton sur les premiers rangs, mais les membres végétariens d'Extreme Noise Terror et les avocats de la BBC l'ont dissuadé. Bill Drummond révèlera plus tard dans une interview qu'il avait même pensé à se trancher la main lors de la performance.
Lors de la réception d'après cérémonie, le groupe dépose devant l'entrée un mouton mort portant, enroulé autour de son corps, le message « Je suis mort pour vous. Bon appétit ».
C'est la dernière fois que la BBC diffuse les Brit Awards, la chaîne ITV prenant le relais l'année suivante.

## Interprétations sur scène
Plusieurs chansons sont interprétées lors de la cérémonie :
- Beverley Craven : Promise Me
- Extreme : More Than Words
- The KLF vs Extreme Noise Terror : 3 a.m. Eternal (en)
- Lisa Stansfield : All Woman
- P.M. Dawn : Set Adrift on Memory Bliss
- Seal : Crazy
- Simply Red : Stars

## Palmarès
Les lauréats apparaissent en caractères gras.

### Meilleur album britannique
- Seal de Seal
  - Beverley Craven de Beverley Craven
  - The White Room de The KLF
  - Blue Lines de Massive Attack
  - Stars de Simply Red

### Meilleur single britannique
- Bohemian Rhapsody / These Are the Days of Our Lives de Queen
  - Any Dream Will Do de Jason Donovan
  - The Stonk de Gareth Hale (en) et Norman Pace (en)
  - Bring Your Daughter... to the Slaughter de Iron Maiden
  - 3 a.m. Eternal (en) de The KLF
  - Dizzy de Vic Reeves and The Wonder Stuff

Note : Le vainqueur est désigné par un vote des auditeurs de BBC Radio 1. Bohemian Rhapsody avait déjà remporté ce prix lors des Brit Awards 1977. Il s'agit ici d'une réédition en single double Face A partagé avec la chanson These Are the Days of Our Lives extraite de l'album Innuendo.

### Meilleur artiste solo masculin britannique
- Seal
  - Phil Collins
  - Elton John
  - George Michael
  - Van Morrison
  - Kenny Thomas

### Meilleure artiste solo féminine britannique
- Lisa Stansfield
  - Beverley Craven
  - Cathy Dennis
  - Annie Lennox
  - Zoë

### Meilleur groupe britannique
- The KLF et Simply Red (ex æquo)
  - Dire Straits
  - James
  - Pet Shop Boys
  - Queen

### Meilleure vidéo britannique
- Killer de Seal
  - Funny How de Airhead
  - Sexuality de Billy Bragg
  - Love to Hate You de Erasure
  - Last Train to Trancentral de The KLF
  - Goodbye Cruel World de Shakespears Sister
  - Stars de Simply Red
  - Change de Lisa Stansfield
  - Cold, Cold Heart de Midge Ure
  - The Size of a Cow de The Wonder Stuff

### Meilleur producteur britannique
- Trevor Horn
  - Mark Knopfler
  - Johnny Marr
  - Dave Stewart
  - Stock Aitken Waterman
  - Youth

### Révélation britannique
- Beverley Craven
  - Cathy Dennis
  - EMF
  - Seal
  - Kenny Thomas

### Meilleur artiste international
- Prince
  - Bryan Adams
  - Michael Bolton
  - Enya
  - Madonna

### Meilleur groupe international
- R.E.M.
  - Extreme
  - Guns N' Roses
  - INXS
  - U2

### Révélation internationale
- P.M. Dawn
  - Color Me Badd
  - Harry Connick Jr.
  - Extreme
  - Chris Isaak
  - Jellyfish

### Meilleure bande originale de film
- Les Commitments (The Commitments) de The Commitments
  - The Doors de The Doors
  - Five Guys Named Moe (en) de Louis Jordan
  - Robin des Bois, prince des voleurs (Robin Hood: Prince of Thieves) de Michael Kamen
  - Inspecteur Morse (Inspector Morse) de Barrington Pheloung

Note : Five Guys Named Moe est une comédie musicale.

### Meilleur disque de musique classique
- Otello (Verdi) de Georg Solti
  - Candide de Leonard Bernstein
  - Missa solemnis (Beethoven) de John Eliot Gardiner
  - Concerto pour violon de Richard Strauss de Jane Glover
  - Concerto pour violon de Osmo Vänskä

### Contribution exceptionnelle à la musique
- Freddie Mercury

Note : prix décerné à titre posthume.

## Artistes à nominations multiples
- 4 nominations :
  - The KLF
  - Seal
- 3 nominations :
  - Berverley Craven
  - Simply Red
- 2 nominations :
  - Cathy Dennis
  - Extreme
  - Lisa Stansfield
  - Kenny Thomas
  - Queen
  - The Wonder Stuff

## Artistes à récompenses multiples
- 3 récompenses :
  - Seal

Note : Jusque là, seuls les Beatles avaient gagné trois prix lors des Brit Awards 1977.